# Наш запах
«Наш запах» (англ. The Smell of Us) — фильм американского режиссёра Ларри Кларка.
Фильм был показан на 71 Международном кинофестивале в Венеции.

## Сюжет
Действие разворачивается в столице Франции. Парижские подростки в силу своего возраста начинают бунтовать против системы и устоявшихся норм. Мы видим их относительно благополучные семьи, которые их не устраивают, а также обычных родителей, которые им не нравятся.
Молодой парень Мэтт и его друг JP начинают торговать своими телами, ища клиентов в интернете и ночных клубах. Но у Мэтта есть одна особенность, он всем безумно нравится. Его особенный запах привлекает самых извращенных клиентов, влюбляет в него его друга, а также мать, которая впадает в коитусное состояние, когда видит и обнимает своего сына.
Однако сам Мэтт лишь издевается над окружающими, смеясь над их чувствами к нему. Ему претит его состояние, он хочет вырваться из этого порочного круга, но погружается в него ещё сильнее в силу своего эгоизма.
Фильм полон сексуальных извращений, деструктивного поведения со стороны подростков, что является типичной чертой фильмов Ларри Кларка. Отчасти напоминает его же фильм «Детки».

## В ролях
- Лукас Ионеско — Мат
- Диан Руксель — Мари
- Тео Чолби — Пакман
- Юго Бехар-Тиньер — Джей-Пи
- Адриен Бинь Доан — Минь
- Ларри Кларк — бездомный по кличке Рок-звезда

## Дополнительные факты
- «Наш запах» – первый фильм, снятый режиссёром Ларри Кларком, за пределами США.